# کوم حماده
کوم حماده نام شهر و شهرستانی در استان بحیره مصر است. 

## منبع
ویکی‌پدیای عربی، ۲۱ مارس ۲۰۰۷.